# Der Traum der bleibt
Der Traum der bleibt ist ein Dokumentarfilm von Leopold Lummerstorfer, der zwanzig Menschen porträtiert, die im Wiener Gemeindebau Trabrenngründe leben.

## Inhalt
In dem Film zeigt der österreichische Regisseur Leopold Lummerstorfer den Alltag von Bewohnern des Rennbahnwegs 27 in der Wiener Donaustadt. Die Anlage ist mit rund 2.400 Wohnungen einer der größten Gemeindebauten Wiens, über 8.000 Menschen leben in dem Komplex. Generell gilt das Viertel als sozialer Brennpunkt.
In Form von Momentaufnahmen äußern sich Bewohner zur mangelnden Infrastruktur, den schlechten Anschluss an den öffentlichen Nahverkehr, zu Baumängeln, Anonymität, zur mangelhaften Verwaltung, wirtschaftlichen Notsituationen, Vandalismus und Gewaltkriminalität. Gleichzeitig werden aber auch Familien- und Lebensgeschichten sichtbar gemacht und Elemente des persönlichen Glücks beschrieben.
Neben den Bewohnern kommen im Film ebenso die Planer der Siedlung, Bauarbeiter, Tischler, Beamte, Geschäftsfrauen und Sozialarbeiter zu Wort.

## Kritik
Isabella Reicher von der Tageszeitung Der Standard sah die Dokumentation als einen „Überraschungserfolg“ für das österreichische Kino an. Lummerstorfer sei damit eine Sozialstudie gelungen, die sich „ohne große Mühe … zur sanften Realsatire“ bewege. Ein Traum der bleibt sei ein „so politisch wacher wie amüsanter Film“.
Der in Berlin lebende Filmredakteur Robert Weixlbaumer bewertete ihn als „herausragenden Dokumentarfilm“, da er „ständig die Vorurteile“ unterlaufe, „die helfen könnten, zu schnell etwas vom Rennbahnweg zu verstehen“.

## Veröffentlichung auf DVD
Der Film erschien in der Edition Der österreichische Film der Zeitung Der Standard (Nr. 100).